# Clémensat
Clémensat é uma comuna francesa na região administrativa de Auvérnia-Ródano-Alpes, no departamento Puy-de-Dôme. Estende-se por uma área de 3,29 km². Em 2010 a comuna tinha 122 habitantes (densidade: 37,1 hab./km²).